# 莱斯蒂扎
莱斯蒂扎（義大利語：Lestizza），是意大利乌迪内省的一个市镇。总面积34平方公里，人口3946人，人口密度116.1人/平方公里（2009年）。ISTAT代码为030048。